# 永州 (古代)
永州（えいしゅう）は、中国にかつて存在した州。隋代から元初にかけて、現在の湖南省永州市一帯に設置された。

## 概要
589年（開皇9年）、隋が南朝陳を滅ぼすと、零陵郡が廃止されて、永州が置かれた。永州は零陵・湘源・永陽・営道・馮乗の5県を管轄した。607年（大業3年）に州が廃止されて郡が置かれると、永州は零陵郡と改称された。
621年（武徳4年）、唐が蕭銑を平定すると、零陵郡は永州と改められた。742年（天宝元年）、永州は零陵郡と改称された。758年（乾元元年）、零陵郡は永州の称にもどされた。永州は江南西道に属し、零陵・祁陽・湘源・灌陽の4県を管轄した。
宋のとき、永州は荊湖南路に属し、零陵・祁陽・東安の3県を管轄した。
1277年（至元14年）、元により永州は永州路総管府と改められた。永州路は湖広等処行中書省に属し、録事司と零陵・東安・祁陽の3県を管轄した。
1368年（洪武元年）、明により永州路は永州府と改められた。永州府は湖広省に属し、直属の零陵・祁陽・東安の3県と道州に属する寧遠・江華・永明・新田の4県、合わせて1州7県を管轄した。
清のとき、永州府は湖南省に属し、零陵・祁陽・東安・寧遠・永明・江華・新田・道州の1州7県を管轄した。
1913年、中華民国により永州府は廃止された。

## 信陽の永州
本節では、北斉により現在の河南省信陽市一帯に設置された永州について述べる。南朝梁により城陽県に楚州が置かれた。東魏により楚州は西楚州と改称され、北斉により西楚州は永州と改称された。589年（開皇9年）、隋により永州は廃止され、純州に編入された。

## 延安の永州
本節では、唐により現在の陝西省延安市一帯に設置された永州について述べる。619年（武徳2年）、金城県に永州が置かれた。この永州は金城・洛盤・新昌・土塠の4県を管轄した。622年（武徳5年）、永州は北永州と改称された。630年（貞観4年）、北永州は洛源県に州治を移された。634年（貞観8年）、北永州は廃止された。

## 上京の永州
本節では、遼により現在の内モンゴル自治区オンニュド旗一帯に設置された永州について述べる。981年（乾亨3年）、景宗の皇子の耶律薬師奴の墓のそばに永州が置かれた。東潢河と南土河の2水が合流するところであったことから、永州と名づけられたという。永州には永昌軍が置かれた。この永州は上京道に属し、長寧・義豊・慈仁の3県を管轄した。1143年（皇統3年）、金により永州は廃止され、臨潢府に編入された。

## 永城の永州
本節では、金により現在の河南省永城市一帯に設置された永州について述べる。1221年（興定5年）、永城県に永州が置かれた。この永州は南京路に属し、下邑・碭山・酇の3県を管轄した。1266年（至元2年）、元により永州は永城県に降格された。